# Wojna szwajcarsko-burgundzka
Wojna szwajcarsko-burgundzka, nazywana również wojnami burgundzkimi – wynik konfliktu pomiędzy książętami Burgundii i królami Francji, który później dotyczył także Starej Konfederacji Szwajcarskiej. Otwarta wojna rozpoczęła się w 1474 roku. Książę Burgundii Karol Zuchwały, został pokonany trzy razy na polach bitewnych przez swoich przeciwników. Ostatecznie zginął pod murami Nancy w 1477 roku. W wyniku tego Księstwo Burgundii upadło i stało się własnością Francji, a Niderlandy Burgundzkie oraz Franche-Comté przeszły w ręce Habsburgów, dzięki małżeństwu Maksymiliana I Habsburga z córką Karola Zuchwałego, Marią Burgundzką.

## Sytuacja polityczna

### Dynastia burgundzka
W roku 1363 król francuski Jan II Dobry z dynastii Walezjuszów nadał swojemu najmłodszemu synowi Filipowi Śmiałemu księstwo Burgundii. Wkrótce Filip poróżnił się ze swoim ojcem, zamierzając prowadzić w księstwie własną politykę. Powiększył on także swój obszar władzy o tereny Flandrii i hrabstwa Burgundii. Jego następcy dołączyli do Burgundii ziemie Brabancji, Pikardii i Limburgii. W ten sposób burgundzka linia dynastii Walezjuszów stworzyła feudalną siłę, oficjalnie podporządkowaną koronie francuskiej i cesarzowi, faktycznie jednak będącą samodzielnym państwem. Posiadając rejony Brabancji i Flandrii władcy burgundzcy znajdowali się w posiadaniu najmocniejszych gospodarczo regionów w ówczesnej Europie. Wpływy z podatków były tu kilkakrotnie wyższe, aniżeli w słabszym politycznie i gospodarczo Świętym Cesarstwie Rzymskim. Dynastia burgundzka prowadziła politykę ekspansjonalizmu, mającą na celu związanie północnych i południowych ziem. W roku 1435 w układzie z Arras, Burgundowie zrzucili zależność lenną od Francji. W tym samym roku Burgundowie odmówili podporządkowania lennego cesarzowi. Od roku 1467, w którym do władzy doszedł Karol Zuchwały, celem Burgundów stało się zbudowanie silnego królestwa. Ambicje Karola sięgały nawet pozycji cesarza. Pierwszym jego celem było rozszerzenie władzy książęcej na ziemie Lotaryngii. Władca nie posiadał jednak syna, co groziło wymarciem dynastii burgundzkiej.

### Przeciwnicy Burgundii
Polityka Karola skierowana była przeciwko sąsiedniej szlachcie, królowi Francji i cesarzowi rzymsko-niemieckiemu a także miastom Rzeszy i panom feudalnym z rejonów Górnego i Dolnego Renu.
Cesarz Fryderyk III Habsburg w Karolu widział poważnego przeciwnika, mogącego zagrozić jego panowaniu w posiadłościach habsburskich w Alzacji i Lotaryngii. Książę Zygmunt Austriacki regent Tyrolu i Górnej Austrii w układzie zawartym 9 maja 1469 r. w Saint-Omer przekazał te ziemie księciu Burgundii. Karol w zamian obiecał mu wsparcie w konflikcie ze Szwajcarami, którzy w roku 1460 odebrali mu Thurgau. Fryderyk III tymczasem licząc się z wymarciem dynastii burgundzkiej w linii męskiej, zaproponował swojemu synowi Maksymilianowi małżeństwo z siostrą Karola Marią Burgundzką. W zamian zaproponował Karolowi tytuł królewski. Władca Burgundii odrzucił propozycję a w roku 1474 przeprowadził kampanię przeciwko arcybiskupstwu Kolonii, która zakończyło się niepowodzeniem po nieudanym oblężeniu Neuss. Dopiero wówczas Karol zgodził się na małżeństwo swojej siostry z synem Fryderyka. Mimo to, zarówno Fryderyk jak i Zygmunt obawiając się o swoje alzackie posiadłości zacieśnili kontakty z królem francuskim Ludwikiem XI i Szwajcarią.
Na przełomie lat 1473–1474 w Konstancji doszło do zawarcia porozumienia pomiędzy alzackimi miastami Rzeszy (Strasburg, Bazylea, Colmar i Schlettstadt), Szwajcarami oraz księciem Zygmuntem Austriackim. Założony w ten sposób związek pokojowy, skierowany był przeciwko ekspansywnej polityce Karola Zuchwałego. Alzackie miasta udzieliły Zygmuntowi kredytu w wysokości 76 tys. guldenów na odzyskanie utraconych na rzecz Karola Zuchwałego alzackich posiadłości. Pomiędzy księciem Zygmuntem a Szwajcarami podpisany został równocześnie nowy układ, w którym obie strony uznały swój stan posiadania, podpisując tzw. wieczny pokój.
Tymczasem król francuski Ludwik XI, który był faktycznym władcą Karola, rozpoczął systematyczne próby (na drodze dyplomatycznej) osłabienia pozycji księcia Burgundii. Książęta burgundzcy podczas wojny stuletniej, wielokrotnie bowiem sprzysięgali się z Anglikami przeciwko Francji. Sam Karol w latach 1465 i 1472 prowadził wojnę przeciwko Ludwikowi XI. Dlatego też król francuski zamierzał doprowadzić do nowej konfrontacji z potężnym wasalem, licząc przy tym na wystąpienie Szwajcarów, zagrożonych polityką Burgundii, przeciwko temu krajowi. Ważną rolę w rozmowach pomiędzy Ludwikiem XI a Szwajcarią odgrywał berneńczyk Niklaus von Diesbach, od roku 1468 służący francuskiemu królowi. Dzięki pośrednictwu Diesbacha doszło w dniach 21-26 października 1474 r. do zawarcia układu pomiędzy Francją a ośmioma miastami szwajcarskimi m.in. Fryburgiem i Solothurn, którym król zapewnił wsparcie militarne i finansowe w przypadku wojny z Karolem Zuchwałym. Do momentu śmierci króla Szwajcarzy mieli otrzymywać rocznie 20  tys. guldenów, do momentu w którym Ludwik nie przystąpi do konfliktu. Szwajcarscy żołnierze na służbie francuskiej otrzymywali 54 złote guldeny rocznie. Jesienią roku 1474 Berno oraz Fryburg wspierane przez alzackie miasta wypowiedziały Burgundii wojnę.

## Przebieg wojny

### Wybuch wojny
Powodem konfliktu stało się stracenie burgundzkiego namiestnika Petera von Hagenbacha w miejscowości Breisach 9 maja 1474 r. W zemście brat Hagenbacha w sierpniu tego samego roku spustoszył Górną Alzację na czele wojsk burgundzkich i lombardzkich. W tej sytuacji wojska związkowe wkroczyły do Burgundii i rozbiły Burgundczyków pod wodzą Henryka de Neuenburg-Blamont w bitwie pod Hericourt. W tym czasie Karol Zuchwały zajęty był oblężeniem Neuss.
W trakcie konfliktu Berno oraz Fryburg skierowały swoje siły przeciwko księstwu Sabaudii. Od czasu śmierci księcia Amadeusza IX w roku 1472, krajem rządziła wdowa po księciu – regentka Jolanta Walezjuszka, siostra Ludwika XI. W roku 1473 Jolanta odnowiła sojusz z Burgundią, wchodząc w konflikt z Bernem i Fryburgiem. Pod koniec października 1474 r. Berneńczycy zajęli Erlach nad Bielersee, a Fryburczycy wiosną 1475 r. wkroczyli do Illens nad Sarine. Jako że Jolanta nie przyjęła wystosowanego wobec niej ultimatum, armia berneńsko-fryburska pod wodzą Nikolausa von Diesbacha wkroczyła w kwietniu 1475 r. do sabaudzkiego Waadtlandu, zdobywając 16 miast i 43 zamki. Związany sojuszem z Bernem biskup Sion Walter Superaxo po bitwie pod Sion zajął 13 listopada sabaudzką gubernię Saint-Maurice w dolnym Valais.

### Przebieg działań wojennych
Po wybuchu walk w Burgundii i Sabaudii oraz nieudanym oblężeniu Neuss, w roku 1475 Karol nakazał swojej armii zająć księstwo Lotaryngii. Gdy w roku 1475 sprzymierzeni z Burgundczykami Anglicy wylądowali w Calais, Karol nie mógł skorzystać z ich pomocy, gdyż zbyt zaangażowany był w konflikt w Lotaryngii. 29 sierpnia Francuzi podpisali z Anglikami traktat pokojowy w Picquigny, co znacznie osłabiło Burgundię.
W następnym roku Karol rozpoczął kampanię przeciwko Szwajcarii. W armii Karola służyły oddziały łuczników, ciężkiej jazdy i arkebuzerów. Burgundczycy posiadali też kilkaset dział. Początkowo władca planował marsz na Berno, które uważał za główną siłę antyburgundzkiej ligi. 28 lutego 1476 r. po krótkim oblężeniu zajął obsadzone przez Berneńczyków i Freiburczyków miasto Grandson. Po zdobyciu miasta Karol nakazał powiesić na drzewach wokół miasta, całą załogę Grandson liczącą 412 ludzi, której początkowo gwarantował bezpieczny odwrót. Krótki czas oblężenia Berno wykorzystało na zwołanie pod broń znacznych sił, które wysłano przeciwko Burgundczykom. 2 marca 1476 r. pod Grandson doszło do pierwszego większego starcia. W bitwie wojska Karola uległy piechocie Szwajcarów, która zdobyła 400 dział. Na skutek braku kawalerii, Szwajcarzy nie byli w stanie ścigać wroga, co pozwoliło umknąć Burgundczykom, którzy stracili w bitwie tysiąc ludzi.
Kilka miesięcy później Karol zebrał w Lozannie nowe siły, po czym ponownie skierował się przeciwko Bernu. W dniach 10-11 czerwca 1476 r. podszedł pod miasto Murten, obsadzone siłami 2 tys. berneńskich obrońców. Do sił berneńskich dołączyły też wojska innych szwajcarskich kantonów, które zawiązały sojusz antyburgundzki. Podczas oblężenia Murten Szwajcarzy zebrali znaczne siły, po czym ruszyli na Murten. W bitwie pod Murten 22 czerwca 1476 r. Szwajcarzy zadali przeciwnikowi klęskę. Zginęło 10  tys. Burgundczyków. Szwajcarzy po bitwie wtargnęli do Waadt, zajętego przez Sabaudczyków. Zmusiło to Jolandę Sabaudzką do podpisania ze Szwajcarami w lipcu 1476 r. traktatu pokojowego.
Jednym z epizodów wojny jest wyprawa rabunkowa około 2 tys. żołnierzy z Uri, Schwyz, Unterwalden, Zug i Lucerny w lutym 1477 r. na Genewę, którą zmuszono do wypłaty trybutu wojennego w wysokości 8 tys. guldenów.
Karol Zuchwały powrócił tymczasem do Burgundii, gdzie jesienią 1477 r. powołał nowe siły, które skierowały się na Lotaryngię. Tutaj zdecydował się na oblężenie miasta Nancy. 5 stycznia 1477 w starciu pod Nancy z 8 tys. szwajcarskich żołnierzy pod wodzą Hansa Waldmanna, wojska księcia Burgundii poniosły klęskę a Karol zginął w bitwie.

### Koniec wojny
Wojnę burgundzką zakończyło podpisanie dwóch traktatów pokojowych. 25 lipca 1476 r. traktat z Freiburga zakończył konflikt pomiędzy Bernem i Freiburgiem a księstwem Sabaudii. Księżna Jolanda w zamian za pokój musiała odstąpić Aigle oraz Erlach. Murten, Grandson, Echallens i Orbe przypadły Freiburgowi i Bernu. Zajęte przez Szwajcarów rejony Waadt do czasu zapłacenia kwoty 50  tys. guldenów pozostały w ich rękach.
24 stycznia 1478 r. Maksymilian Habsburg, książę Rene Lotaryński, arcyksiążę Zygmunt Austriacki oraz Szwajcarzy podpisali pokój w Zurychu. Wszystkie strony zapewniły sobie wzajemną neutralność.

## Następstwa wojny
W sierpniu 1477 r. córka Karola Maria burgundzka poślubiła habsburskiego następcę tronu Maksymiliana I, dzięki czemu Habsburgowie otrzymali prawo do części burgundzkich posiadłości, zajętych przez Francję. Dzięki zwycięstwu pod Guinegate, Maksymilian mógł spełnić wreszcie swoje plany. Francuzi zatrzymali jedynie Pikardię oraz Burgundię. Po śmierci Marii w roku 1482 Habsburgów poparła większość krajów regionu. Wzrost znaczenia Habsburgów spowodował konflikt z Francją, której oficjalny początek miał kilka lat później w chwili wybuchu wojen włoskich.
Dzięki zwycięstwu nad Burgundią, Szwajcarzy znacznie podnieśli swoje znaczenie. W roku 1499 w wyniku reform Maksymiliana jeszcze raz stanęli do walki w wojnie szwabskiej. Wartość szwajcarskiego żołnierza: pikiniera i halabardnika znana była w całej Europie, dzięki czemu był on często wykorzystywany jako najemnik przez inne państwa. Siła piechoty i jej taktyki w starciu z kawalerią przyczyniła się do dalszego rozwoju ręcznej broni palnej w XVI w.